# Депресійна лійка

Лійка депресії (тиску) (англ. cone of depression, cone of influence, depression funnel; рос. воронка депрессии (давления); нім. Depressionstrichter m, Absenkungstrichter m) — характер зміни тиску навколо свердловини при усталеному притоку флюїду до неї, що має форму лійки.
Синонім: лійка депресійна, воронка депресії.